# 富里耶
富里耶（法語：Fourilles，法語發音：[fuʁij]）是法国阿列省的一个市镇，位于该省中南部，属于穆兰区。

## 地理
富里耶（46°14'30"N, 3°11'43"E）面积6.98 平方千米，位于法国奥弗涅-罗讷-阿尔卑斯大区阿列省，该省份为法国中部省份，北起涅夫勒省、西北接谢尔省，西南至克勒兹省，南至多姆山省，东南临卢瓦尔省，东临索恩-卢瓦尔省。
与富里耶接壤的市镇（或旧市镇、城区）包括：尚泰勒、沙雷伊-桑特拉、埃特鲁萨、弗勒里耶勒、阿列省于塞勒。

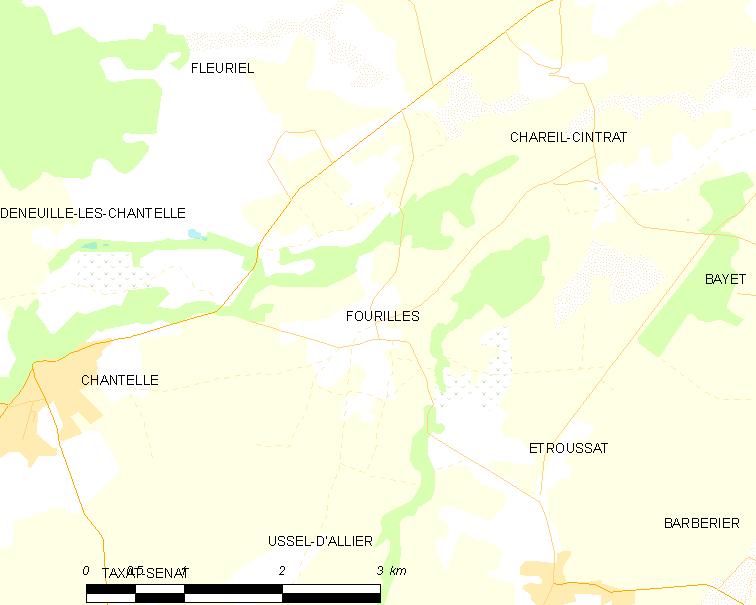
富里耶的OSM定位图

富里耶的时区为UTC+01:00、UTC+02:00（夏令时）。

## 行政
富里耶的邮政编码为03140，INSEE市镇编码为03116。

## 政治
富里耶所属的省级选区为加纳县。

## 人口

1962-2008年间富里耶人口变化图示

富里耶于2022年1月1日时的人口数量为191人。